# Achille Lizzi
Achille Nicolò Fedele Alfonso Lizzi (Terracina, 26 agosto 1882 – Monza, 29 luglio 1975) è stato un compositore, direttore d'orchestra e militare italiano.
È stato il fratello maggiore di Virgilio, anche lui compositore e direttore, nonché lo zio del celebre musicista Michele.

## Biografia
Nato nel 1882 a Terracina, nel Lazio, da Michele ed Emilia Rossi, ricevette le prime lezioni di musica dal padre. 
Studiò presso l’Accademia Nazionale di Santa Cecilia a Roma, dove fu allievo di Alfredo Palombi ed Alessandro Vessella, ottenendo il diploma nel 1908. 
Diventò  membro della Banda musicale dell’arma dei Carabinieri, ed anche della banda cittadina di Roma. 
Fu direttore delle bande musicali di Novi Ligure e poi di Salerno. Partecipò con la sua banda musicale alla guerra italo-turca e, dopo il ritorno, fu di stanza a Caserta con la banda musicale militare del 15° Reggimento di Fanteria. 
Nel 1922 fu nominato direttore della banda musicale militare del III Corpo d'Armata di Milano, incarico che mantenne fino al proprio pensionamento nel 1945. Con questa orchestra effettuò diverse registrazioni per l'etichetta discografica His Master's Voice.
Dal 1937 al 1938 fu insegnante di strumentazione presso il Conservatorio "Giuseppe Verdi" di Milano.
Fu direttore anche di diverse bande civili come il Corpo Musicale "Santa Cecilia" di Cuggiono negli anni '30, il Corpo Musicale Mandellese di Mandello del Lario (1947-1948), la Banda di Associazione Musicale Città di San Pellegrino Terme, il Corpo musicale "La Brianzola" di Cantù, il Premiato Corpo Musicale "Gaetano Donizetti" di Calolziocorte (1947-1955), ed il Corpo Musicale “Alessandro Manzoni” di Lecco (1936-1940, 1946-1949 e 1958-1967).

## Opere

### Composizioni per banda

#### 1929
- Inno Pontificio che si suole eseguire all'apparire del sommo pontefice
- Ziki-Paki-Ziki-Pù, per voce e orchestra, testo di Vittorio Mascheroni

#### 1930
- Bellezza Mia, per voce e orchestra, testo di Peppino Mendes
- E’ vietato, foxtrot per voce e orchestra, testo di Peppino Mendes
- Giacomina, per voce e orchestra, testo di Peppino Mendes
- Giralo Come Vuoi, foxtrot per voce e orchestra, testo di Angelo Ramiro Borella
- L’uomo è fumator, per cantare voce e armonia orchestra, testo di Angelo Ramiro Borella
- Come Una Sigaretta, tango per voce e orchestra, testo di Peppino Mendes
- Il Mio e il Tuo, foxtrot per voce e orchestra, testo di Angelo Ramiro Borella
- Miss, per voce e orchestra, testo di Peppino Mendes
- Marionette d’amore, per voce e orchestra, testo di Peppino Mendes
- Nyna, tango
- Stramilano, per voce e orchestra, testo di Luciano Ramo

#### 1953
- La Brianzola, marcia
- Popi, marcia
- Bice, marcia

#### 1956
- Emilia, marcia
- Saluto a Villasanta, marcia

#### 1957
- Sentimento, marcia per processione

#### 1960
- Lidia, marcia

#### Anno ignoto
- 4 ° Artiglieria, marcia
- Campleanno, waltzer
- G. Cantoni, marcia
- Omaggio, marcia

## Vita privata
L’8 agosto 1911, Lizzi sposò a Roma Emilia Rossi (3 luglio 1884 – ?).